# Stadtkirche St. Marien (Prettin)

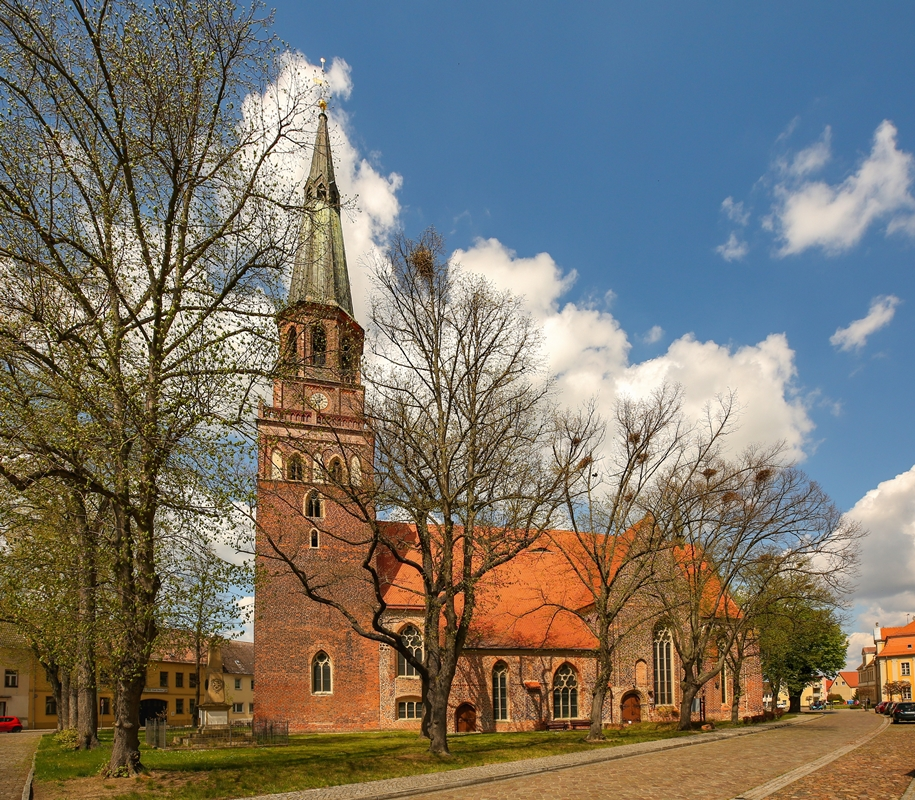
St. Marien Prettin

Die unter Denkmalschutz stehende Stadtkirche St. Marien Prettin ist eine in Backsteinbauweise errichtete dreischiffige Hallenkirche des frühen 14. Jahrhunderts mit einem vorstehenden Querschiff. Sie befindet sich in Stadt Prettin, einem Ortsteil der Stadt Annaburg. Die erste schriftliche Erwähnung der Kirche findet sich in einer Urkunde aus dem Jahr 1315, in welcher der Meißner Bischof das von Kurfürst Rudolf I. von Sachsen-Wittenberg den Antonitern verliehene Patronatsrecht über die Kirche bestätigt. Das anfangs als Kreuzkirche errichtete Bauwerk erhielt seine Seitenschiffe erst im Jahr 1582.

## Beschreibung

### Gebäude
Das Gebäude der Kirche ist eine gotische Stufenhalle mit einem vortretenden Querschiff und zweijochigem Rechteckchor. Die Seitenschiffe sind jeweils um ein Joch kürzer als das dreijochige Mittelschiff. Zwischen Chor und Nordkreuzarm befindet sich ein zweigeschossiger Sakristeianbau. Die heute noch vorhandenen ältesten Teile der Kirche sind zwei als Köpfe ausgebildete Sockel an den äußeren Strebepfeilern des südlichen Altarraumes. Auch die am Ende des südlichen Jochbogens des Querhauses befindlichen, aus Sandstein gefertigten Weinlaubfriese gehören dazu. Am Nordseitenschiff befindet sich ein spätgotisches Portal aus dem Ende des 15. Jahrhunderts. Das ebenfalls an der Südseite befindliche Spätrenaissanceportal ist eine Stiftung der Kurfürstin Hedwig und stammt aus dem Jahr 1609. Der Kirchturm wurde 1852 als viereckiger Turm mit Satteldach in Formen der Gotik errichtet. Durch den Aufbau der sechseckigen Turmspitze im Jahre 1886 erhielt der Turm eine Gesamthöhe von 74 Metern. Durch diese Erweiterung entstand auch eine Aussichtsplattform in 25 Meter Höhe. In der Turmhalle befinden sich neun ältere Sandsteingrabmale und Epitaphien. Die älteste der Grabplatten stammt von Hans von Seebach, einem Amtmann des Schlosses Lichtenburg, der am 19. Dezember 1576 starb.

### Ausstattung

#### Altar
Der Altaraufsatz wurde aus zwei spätgotischen Schnitzaltären zusammengesetzt. Der heute nicht mehr bewegliche Flügelaltar stammt aus der Zeit um 1490, ein kleines darauf aufgesetztes Triptychon wird auf das Jahr 1520 datiert. Angefertigt wurde er vermutlich von einem norddeutschen oder niederländischen Meister unbekannter Herkunft am Ende des 15. oder Anfang des 16. Jahrhunderts. In den Flügeln sind Darstellungen der neutestamentlichen Szenen Abendmahl, Gethsemane, Kreuztragung und Grablegung zu sehen. Auf den Flügelrückseiten befinden sich vier gemalte Szenen der Antoniuslegende. Im Schrein des Altars sind die heiligen Bartholomäus, Barbara und Andreas, auf dem linken Flügel Augustinus und Christophorus, auf dem rechten Flügel Dorothea und Agnes zu sehen. Die Rahmung des Altars mit Architrave und Schweifwerk stammt aus dem Jahr 1614. Der Hauptteil zeigt als Passionsaltar die Kreuzigungsszene. In dieser ist auf dem Schild eines Kriegsknechtes das dänische Wappen, ein Monogramm der Kurfürstin Hedwig sowie die Jahreszahl 1614 zum Gedenken ihrer Stiftung an die Kirche zu sehen.

#### Kanzel
In der Kirche befinden sich zwei Kanzeln. Die heutige Predigtkanzel in neugotischen Formen wurde 1899 im Altarraum errichtet. Eine steinerne Rundkanzel in Formen der Renaissance stammt aus dem Jahr 1582. Der Schalldeckel in Kronenform besteht aus Holz und ist auf das Jahr 1617 datiert.

#### Taufstein
Die auf dem Taufstein befindliche Taufschale stammt aus dem Jahr 1800. Der Taufstein selbst aus dem Jahr 1899.

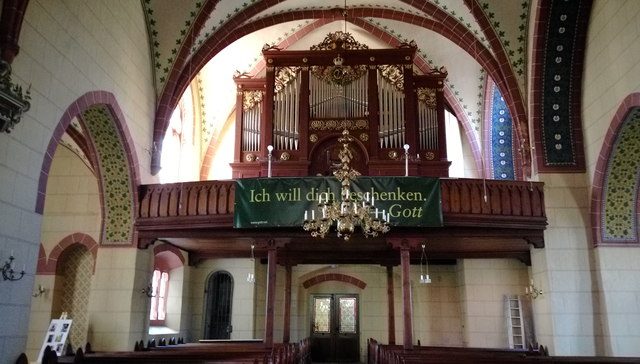
Innengewölbe mit Orgel 2018

#### Orgel
Die Orgel wurde 1842/43 vom Orgelbaumeister Johann Friedrich Schulze aus Paulinzella gebaut.

#### Glocken
Im Dachreiter der Kirche befinden sich drei Bronzeglocken, die älteste vom Ende des 14. Jahrhunderts, die weiteren aus den Jahren 1541 und 1556. Zum Ende des Zweiten Weltkrieges befanden sich die Glocken der Kirche schon auf einem Glockenfriedhof, um für die Rüstungsindustrie eingeschmolzen zu werden. Dort wurden sie vermutlich von einer Prettinerin entdeckt und gerettet.

#### Fenster
Im Ostfenster des südlichen Querarms ist das Wappen der Kurfürstin Hedwig zu sehen. Datiert ist die Glasmalerei auf das Jahr 1628. Der Rest der Verglasung des Bauwerks geht auf eine Stiftung der Kurfürstin selbst zurück.

## Sonstiges
An der Nordwand des Chores befindet sich im Innern der Kirche ein Bildnis der Kurfürstin Hedwig aus dem Jahr 1628. Aus dem Anfang des 17. Jahrhunderts stammt ein Porträt von Martin Luther. Ein Pastorenbildnis aus der Zeit um 1700 befindet sich über dem Südportal. 1899 wurden während einer Renovierung das Gestühl, die Orgelempore, die Leuchter und der Taufstein der Kirche erneuert. Reste des ehemals vorhandenen Taufsteins aus dem Ende des 15. Jahrhunderts befinden sich in der Turmhalle. Hier handelt es sich um eine Sandsteinkuppa mit Lilienfries.